# Средњи Дијалози
Платонови средњи дијалози се сматрају за једно књижевно мајсторско дело, које се разликује у више погледа од раних дијалога. Као прво средњи дијалози нису више апоретски дијалози. Додуше и у средњим дијалозима се постављају дефиницијска питања, само што се на та дефиницијска питања (у средњим дијалозима) и одговора, и то уз помоћ такозване поучне идеје. Друго бави се Платон у средњим дијалозима са сасвим другим филозофским темама, као на пример: Секс и љубав, са смрћу, бесмртност душе, са уметношћу, теологијом, психологијом, са темељом математике или са говорном филозофијом, при чему су различите теме заједно спојене. Сумња се да је Платон његове средње дијалоге (и Менон) након његовог првог путовања на југ Италије и Сицилије написао, где је био у контакту са Питагориним присталицама. По томе би рани дијалози били написани пре 389. п. н. е., а средњи након 387. не.